# 美國散熱器大廈

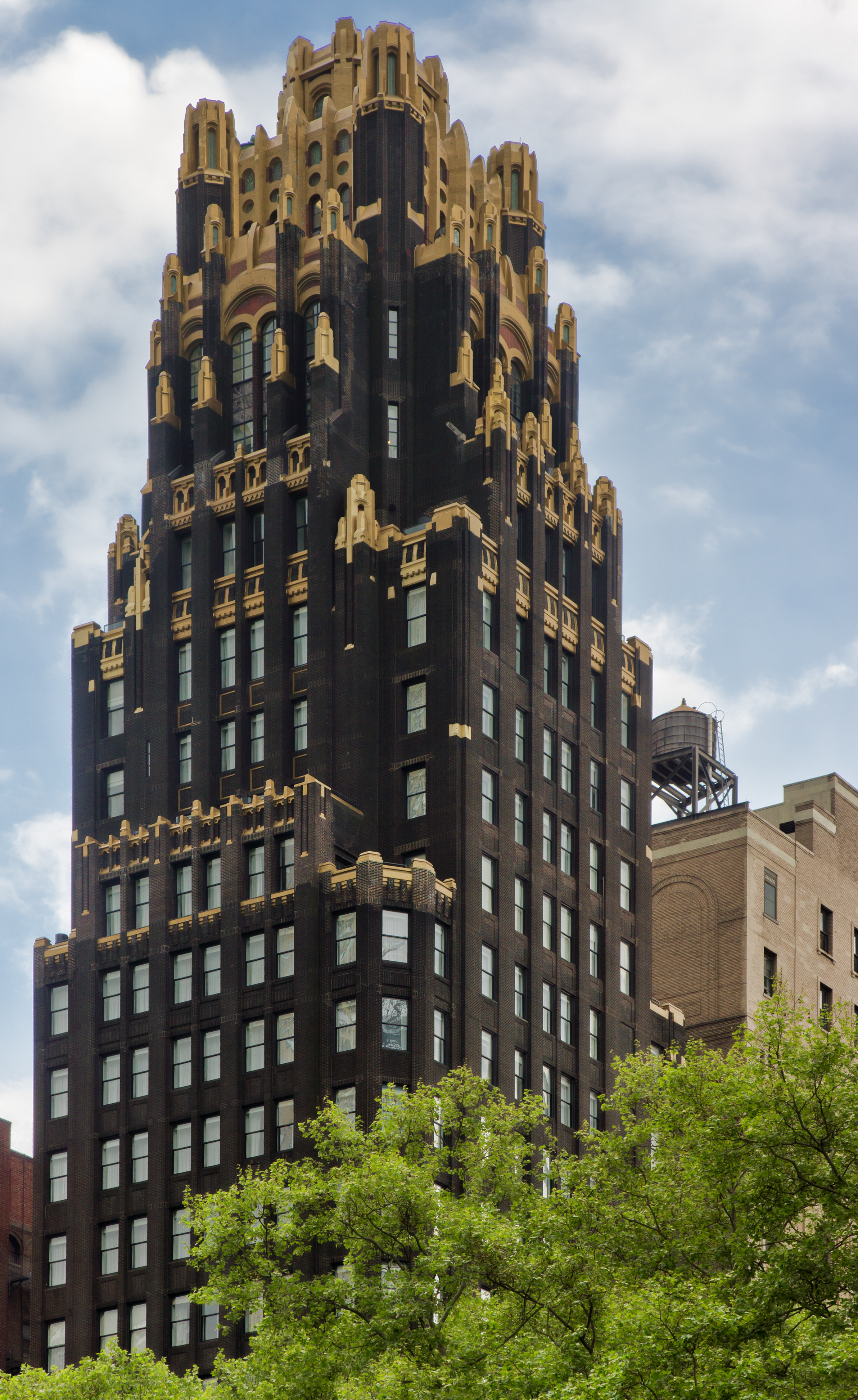
美國散熱器大廈

美國散熱器大廈（American Radiator Building）是一棟初期的摩天大樓，位於美國紐約市西40街的40號，布萊恩特公園南側。這座建築的外觀融合了裝飾風藝術和哥特式建築。大廈的本體建築竣工於1924年，高338英尺（103米），有23層。1936年至1937年，又修建了別館。該建築被紐約市地標保護委員會列入紐約市地標，並且也被列入國家史蹟名錄。
上海國際飯店的設計效仿了該建築。

## 外部連結
- Hotel website
- Floor plans from Architectural Forum (1924)